# Робертс, Шон
Шон Робертс (англ. Shawn Roberts; род. 2 апреля 1984) — канадский актёр.

## Ранние годы
Шон Робертс родился в Стратфорде, Онтарио. Он дебютировал как актёр в двенадцать лет, сыграв роль волка в школьном спектакле «Красная шапочка». После неё Роберт Форсайт, отец одного из друзей Шона, порекомендовал родителям отвести мальчика на кастинг в сериал «Сирены».

## Карьера
Первой крупной работой Робертса стала роль в телесериале «Эмили из Нью-Мун», в котором он в 1998—2000 годах играл возлюбленного главной героини — Тедди Кента. В 2000 году он исполнил небольшую роль в фильме «Люди Икс». В 2001 году он снялся в фильме «Вирус любви» с Кирстен Данст в главной роли, а в 2002 году — в фильме «Дом на Турецкой улице» с Сэмюелем Л. Джексоном в главной роли.
В 2002—2014 годах Робертс сыграл роль Дина Уэлтона в нескольких эпизодах сериала «Деграсси: Следующее поколение». В 2009 году Шон Робертс сыграл роль охотника Остина в эпизоде сериала «Сверхъестественное». В 2010 году актёр снялся в фильме «Возмездие», сыграв роль врага персонажа Мела Гибсона.
В 2010 году Шон Робертс снялся в картине «Обитель зла 4: Жизнь после смерти», в котором он исполнил роль харизматичного лидера корпорации Umbrella — злодея Альберта Вескера, врага главной героини фильма — Элис (Милла Йовович). Он повторил эту роль в фильме «Обитель зла: Возмездие» (2012) и «Обитель зла: Последняя глава» (2016)
В 2012 году на Канадском международном кинофестивале Шон получил премию Rising Star Award за роль в фильме «Немного зомби».

## Избранная фильмография
| Год       |    | Русское название                  | Оригинальное название                              | Роль               |
| --------- | -- | --------------------------------- | -------------------------------------------------- | ------------------ |
| 1997      | с  | Мурашки                           | Goosebumps                                         | Брайан О’Коннор    |
| 1999      | с  | Её звали Никита                   | La Femme Nikita                                    | Милан              |
| 1999      | с  | Аниморфы                          | Animorphs                                          | скейтер            |
| 2000      | ф  | Люди Икс                          | X-Men                                              | бойфренд Роуг      |
| 2001      | ф  | Вирус любви                       | Get Over It                                        | Колин              |
| 2002      | с  | Земля: Последний конфликт         | Earth: Final Conflict                              | Джеремайя О’Брайен |
| 2002      | ф  | Дом на Турецкой улице             | No Good Deed                                       | прохожий           |
| 2002—2004 | с  | Деграсси: Следующее поколение     | Degrassi: The Next Generation                      | Дин Уэлтон         |
| 2004      | ф  | Забирая жизни                     | Taking Lives                                       | портье             |
| 2004      | ф  | Дом на краю света                 | A Home at the End of the World                     | клубный мальчик    |
| 2004      | ф  | Держись до конца                  | Going the Distance                                 | Тайлер             |
| 2004      | тф | Кошка-привидение                  | Mrs. Ashboro’s Cat                                 | Курт               |
| 2005      | ф  | Земля мёртвых                     | Land of the Dead                                   | Майк               |
| 2005      | ф  | Оптом дешевле 2                   | Cheaper by the Dozen 2                             | Келвин             |
| 2006      | ф  | Волки-оборотни                    | Skinwalkers                                        | Адам Килмер        |
| 2006      | ф  | Человек года                      | Man of the Year                                    | водитель пикапа    |
| 2007      | ф  | Дневники мертвецов                | Diary of the Dead                                  | Тони Равелло       |
| 2007      | с  | Флэш Гордон                       | Flash Gordon                                       | Гарус              |
| 2007      | ф  | Брошенный умирать                 | Left for Dead                                      | Кларк              |
| 2008      | ф  | Телепорт                          | Jumper                                             | бармен             |
| 2009      | с  | Ясновидец                         | Psych                                              | Билли              |
| 2009      | ф  | Ночь с Бет Купер                  | I Love You, Beth Cooper                            | Кевин              |
| 2009      | с  | Сверхъестественное                | Supernatural                                       | Остин              |
| 2009      | с  | Горячая точка                     | Flashpoint                                         | Даррен Ковач       |
| 2010      | ф  | Возмездие                         | Edge of Darkness                                   | Дэвид Бернем       |
| 2010      | ф  | Перси Джексон и Похититель молний | Percy Jackson & the Olympians: The Lightning Thief | полубог в лагере   |
| 2010      | ф  | Обитель зла 4: Жизнь после смерти | Resident Evil: Afterlife                           | Альберт Вескер     |
| 2011      | с  | Быть Эрикой                       | Being Erica                                        | Майло              |
| 2012      | с  | Фирма                             | The Firm                                           | Том Коннелли       |
| 2012      | с  | Читающий мысли                    | The Listener                                       | Тайлер Росс        |
| 2012      | ф  | Обитель зла: Возмездие            | Resident Evil: Retribution                         | Альберт Вескер     |
| 2014      | с  | Мотив                             | Motive                                             | Кевин Карпентер    |
| 2014      | с  | Люди будущего                     | The Tomorrow People                                | ультра агент       |
| 2015      | с  | В надежде на спасение             | Saving Hope                                        | Ник                |
| 2016      | ф  | Обитель зла: Последняя глава      | Resident Evil: The Final Chapter                   | Альберт Вескер     |
| 2017      | ф  | Три икса: Мировое господство      | xXx: Return of Xander Cage                         | Джонас             |
| 2017      | с  | Последний кандидат                | Designated Survivor                                | Грейди Бэнкс       |
| 2019      | с  | Хадсон и Рекс                     | Hudson & Rex                                       | Лейн Уитли         |
| 2021      | с  | Легенды завтрашнего дня           | Legends of Tomorrow                                | Спартак            |